# Mistrzostwa Ameryki i Pacyfiku w Saneczkarstwie 2015
4. Mistrzostwa Ameryki i Pacyfiku w saneczkarstwie 2015 odbyły się w dniach 4 - 6 grudnia 2014 w amerykańskim Lake Placid. Zawodnicy rywalizowali w trzech konkurencjach: jedynkach kobiet, jedynkach mężczyzn oraz dwójkach mężczyzn.

## Wyniki

### Jedynki mężczyzn
Zwycięzcą zawodów został Amerykanin Tucker West, który wyprzedził swojego rodaka Chrisa Mazdzera oraz Aidana Kelliego. W zawodach uczestniczyło sześciu zawodników.
| Medal | Zawodnik      | 1. zjazd | 2. zjazd | Czas     | Strata   |
| ----- | ------------- | -------- | -------- | -------- | -------- |
|       | Tucker West   | 51,115   | 51,002   | 1:42,117 | +0.000 ! |
|       | Chris Mazdzer | 51,692   | 51,513   | 1:43,205 | +1,088   |
|       | Aidan Kelly   | 51,777   | 51,572   | 1:43,349 | +0.390   |
| 4     | Riley Stohr   | 51,834   | 51,825   | 1:43,659 | +1,542   |
| 5     | Mitchel Malyk | 51,890   | 51,972   | 1:43,862 | +1,745   |
| 6     | John Fennell  | 52,180   | 51,994   | 1:44,174 | +2,057   |

### Jedynki kobiet
Zwycięzcą zawodów została Amerykanka Erin Hamlin, która wyprzedziła Amerykanki: Emily Sweeney oraz Summer Britcher. Obrończyni tytułu mistrzowskiego Alex Gough nie wystartowała w mistrzostwach. W zawodach uczestniczyło siedem zawodniczek. Wszystkie ukończyły zawody.
| Medal | Zawodniczka     | 1. zjazd | 2. zjazd | Czas     | Strata   |
| ----- | --------------- | -------- | -------- | -------- | -------- |
|       | Erin Hamlin     | 44,310   | 44,362   | 1:28,672 | +0.000 ! |
|       | Emily Sweeney   | 44,429   | 44,522   | 1:28,951 | +0,279   |
|       | Summer Britcher | 44,414   | 44,547   | 1:28,961 | +0,289   |
| 4     | Julia Clukey    | 44,614   | 44,716   | 1:29,330 | +0,658   |
| 5     | Arianne Jones   | 44,603   | 44,736   | 1:29,339 | +0,667   |
| 6     | Kimberley McRae | 44,691   | 44,680   | 1:29,371 | +0,699   |
| 7     | Jordan Smith    | 45,035   | 45,041   | 1:30,076 | +1,404   |

### Dwójki mężczyzn
Zwycięzcą zawodów została para amerykańska Matthew Mortensen - Jayson Terdiman. W zawodach uczestniczyło trzy pary, wszystkie ukończyły rywalizację.
| Medal | Zawodnicy                         | 1. zjazd | 2. zjazd | Czas     | Strata   |
| ----- | --------------------------------- | -------- | -------- | -------- | -------- |
|       | Matthew Mortensen/Jayson Terdiman | 44,183   | 44,091   | 1:28.274 | +0.000 ! |
|       | Tristan Walker/Justin Snith       | 44,367   | 44,310   | 1:28,677 | +0,403   |
|       | Justin Krewson/Tristan Jeskanen   | 44,561   | 44,628   | 1:29,189 | +0,915   |